# Мішель Поффет
Мішель Поффет (24 серпня 1957 ) — швейцарський фехтувальник на шпагах, бронзовий призер Олімпійських ігор 1976 року.

## Виступи на Олімпіадах
| Олімпіада         | Дисципліна          | Місце |
| ----------------- | ------------------- | ----- |
| Монреаль 1976     | командна шпага      | 3     |
| Лос-Анджелес 1984 | індивідуальна шпага | 5     |
| Лос-Анджелес 1984 | командна шпага      | 9     |
| Сеул 1988         | індивідуальна шпага | 15    |
| Сеул 1988         | командна шпага      | 5     |